# Nachal Zimri
Nachal Zimri (hebrejsky נחל זמרי) je vádí v Jeruzalému v Judských horách.
Začíná v nadmořské výšce okolo 750 metrů na hřebenu Judských hor v prostoru města Jeruzalém, západně od čtvrti Pisgat Ze'ev, na východních svazích pahorku Giv'at Ša'ul. Vede pak k východu a prudce se zařezává do okolního terénu. Vede hlubokým údolím, které odděluje jednotlivé části čtvrti Pisgat Ze'ev. Během archeologického průzkumu před výstavbou této čtvrtě zde byly v lokalitě Churvat Zimri (חורבת זמרי) objeveny sídelní pozůstatky z různých období starověku, zejména z helénistického období. Vádí pak přechází do dalších vádí, která již opouštějí hranice Jeruzaléma a z jihu míjí město Hizma na Západním břehu Jordánu a která patří do povodí Nachal Prat (Vádí Kelt) a Mrtvého moře.